# 沃夫基夫齊 (博爾曉夫區)
48°46′42″N 26°5′13″E / 48.77833°N 26.08694°E
沃夫基夫齊（烏克蘭語：Вовківці）是位於烏克蘭西部特諾皮爾州裏喬爾特基夫區的村莊，始建於1316年，面積4.95平方公里，2001年人口1,316，人口密度每平方公里265.7人。